# Pseudotectaria arthrothrix
Pseudotectaria arthrothrix är en ormbunkeart som först beskrevs av William Jackson Hooker, och fick sitt nu gällande namn av Holtt. Pseudotectaria arthrothrix ingår i släktet Pseudotectaria och familjen Tectariaceae. Inga underarter finns listade.